# Tandfe

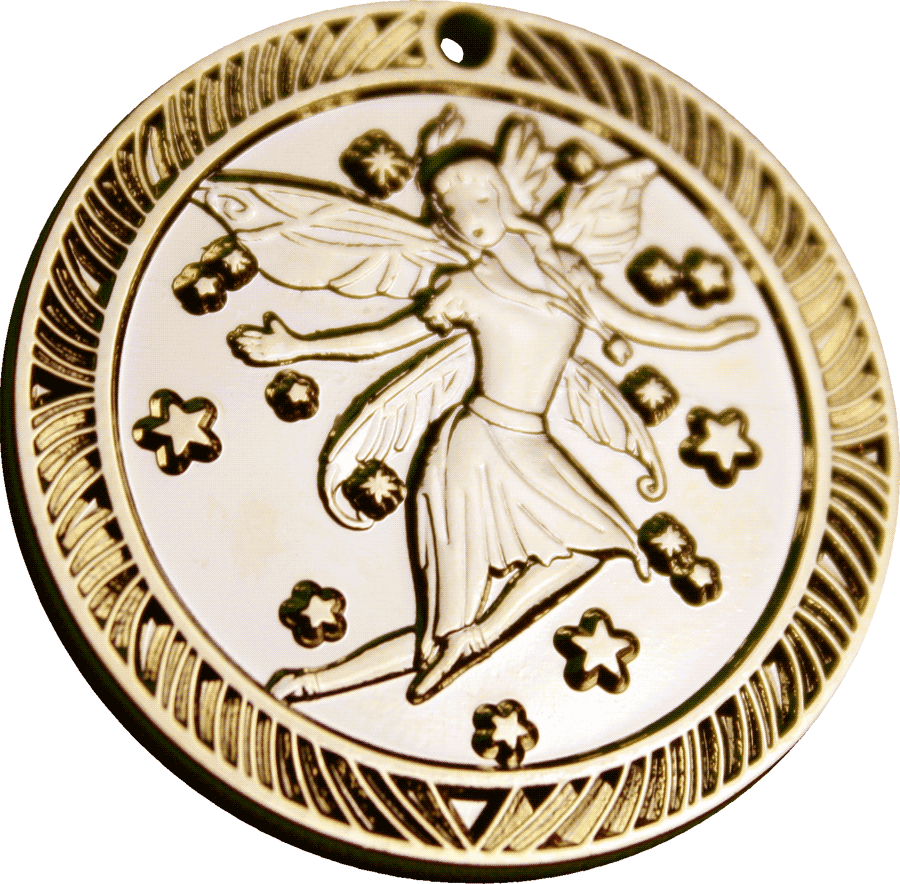
Amulett med en tandfe.

En tandfe är i olika länders folktro ett väsen som ger en attraktiv ersättning, vanligtvis i form av ett mynt, för tappade mjölktänder. Tanden läggs under huvudkudden eller i ett glas med vatten. Är tandfen på gott humör är tanden borta nästa morgon. I gengäld har då barnet fått en gåva, till exempel en tiokrona.
I vissa länder har man en tandmus istället för tandfe.

## Historia
Innan engelskans tooth fairy blev känd bland småbarn i Skandinavien var dock ”tandfe”  en ”gåva som ett barn fick när det hade fått sin första tand”. Seden att ge sådana tandgåvor tycks stamma från förkristen tid. Det fornnordiska ordet är tannfé, där fé (med ursprunglig betydelse ”fä”, ”boskap”) betyder ”pengar” eller ”rikedom”, så även i modern isländska. Tannfé kan alltså översättas ”tandgåva” eller ”tandpengar”.
Bland berömda tandgåvor genom tiderna kan nämnas gudaboningen Alvheim, som omtalas i Grímnismál 5:
| Alvheim fick Frej av de andra gudarna i tandgåva arla i tiden. | Alfhęim Fręy gǫ́fu í árdaga tívar at tannféi. |  |

En annan känd tandgåva är den guldring som kung Myrkjartan, som levde på 900-talet, gav till sin dotter prinsessan Melkorka. Hon blev i unga år bortrövad av vikingar och såld som träl. Så småningom köptes hon av Höskuld Dala-Kollsson och hamnade som hans bihustru på Island. När deras son Olav blivit vuxen bad hon honom besöka sin morfar på Irland. Sedan gav hon honom sin guldring:
| Denna klenod fick jag av min far i tandgåva, och jag förväntar mig att han känner igen den om han ser den. | Þenna grip gaf faðir minn mér að tannfé og vænti eg að hann kenni ef hann sér. |  |

Med tandgåvans hjälp kunde Melkorkas far identifiera sin dotterson, som han aldrig hade sett, och få veta att hans dotter ännu var i livet.
När den blivande jarlen Håkon Sigurdsson fick sina första tänder fick han i tandgåva en träl som kallades Karg. Trälen hade blivit född samma natt som Håkon föddes, varför deras öden troddes vara sammanflätade. När Håkon långt senare var en jagad flykting i Norge blev han mördad i sömnen av sin ”tandgåva”, som hört att kung Olav Tryggvason fäst ett pris på den flyendes huvud. Men Karg blev halshuggen – någon annan belöning fick han inte.
En tandgåva har kunnat vara nästan vad som helst från en liten ”tandpenning” till ett jordagods. Men det är främst ”fint folks” tandgåvor som har avsatt spår i källmaterialet. Enligt Odd munks Óláfs saga Tryggvasonar fick Sven Tveskäggs syster Tyra stora gods och egendomar i tandgåva. Dessvärre orsakade gåvan politiska förvecklingar, men det framgår klart att tandgåvan räknades som hennes personliga förmögenhet; något som varken hennes man, bröder eller andra släktingar hade med att göra. Samma förhållande framgår av ett brev från Vestfold 1360–1361. I detta överlåter två föräldrar till sin lille son en del av en jordegendom i stället för en annan egendom, som denne fått i tandgåva, men som blivit såld. Brevet visar att begreppet ”tandgåva” har haft en juridiskt bindande innebörd.
Att ge ett litet barn en gåva när det får sin första tand är också känt hos finnar (hammasraha, ”tandpengar”), kareler (hampahaiset) och samer (banekas, pann-aldo; ”tandren”, ”tandsimla”). Tandgåvan, kanske en kalv, simla (vaja) eller liknande, har varit tänkt att utgöra grundplåten för barnets privatekonomi.